# Zekelita equalisella
Zekelita equalisella är en fjärilsart som beskrevs av Walker 1863. Zekelita equalisella ingår i släktet Zekelita och familjen nattflyn. Inga underarter finns listade i Catalogue of Life.